# کرسپی د آدا
کرسپی د آدا (به ایتالیایی: Crespi d'Adda) یک منطقهٔ مسکونی تاریخی در کاپریاته سن جروازیو، در لمباردی در شمال ایتالیا است. این بناها یک نمونهٔ برجسته از شهرک‌های صنعتی به جای مانده از اواخر قرن ۱۹ و اوایل قرن ۲۰ میلادی است. نمونه‌های مشابه آن در اروپا و شمال آمریکا نیز ساخته شده بود، این شهرک‌ها برای فراهم کردن نیازهای کارگران در نزدیکی مناطق صنعتی ساخته می‌شدند. این شهرک هنوز دست-نخورده باقی‌مانده‌است و بخش‌هایی از آن نیز همچنان برای کاربردهای صنعتی مورد استفاده قرار می‌گیرد. با گذر زمان و تغییر شرایط اقتصادی و اجتماعی نگرانی‌های از به خطر افتادن این شهرک‌ها به وجود آمده‌است. از سال ۱۹۹۵ این شهر به فهرست میراث جهانی یونسکو اضافه شده‌است.

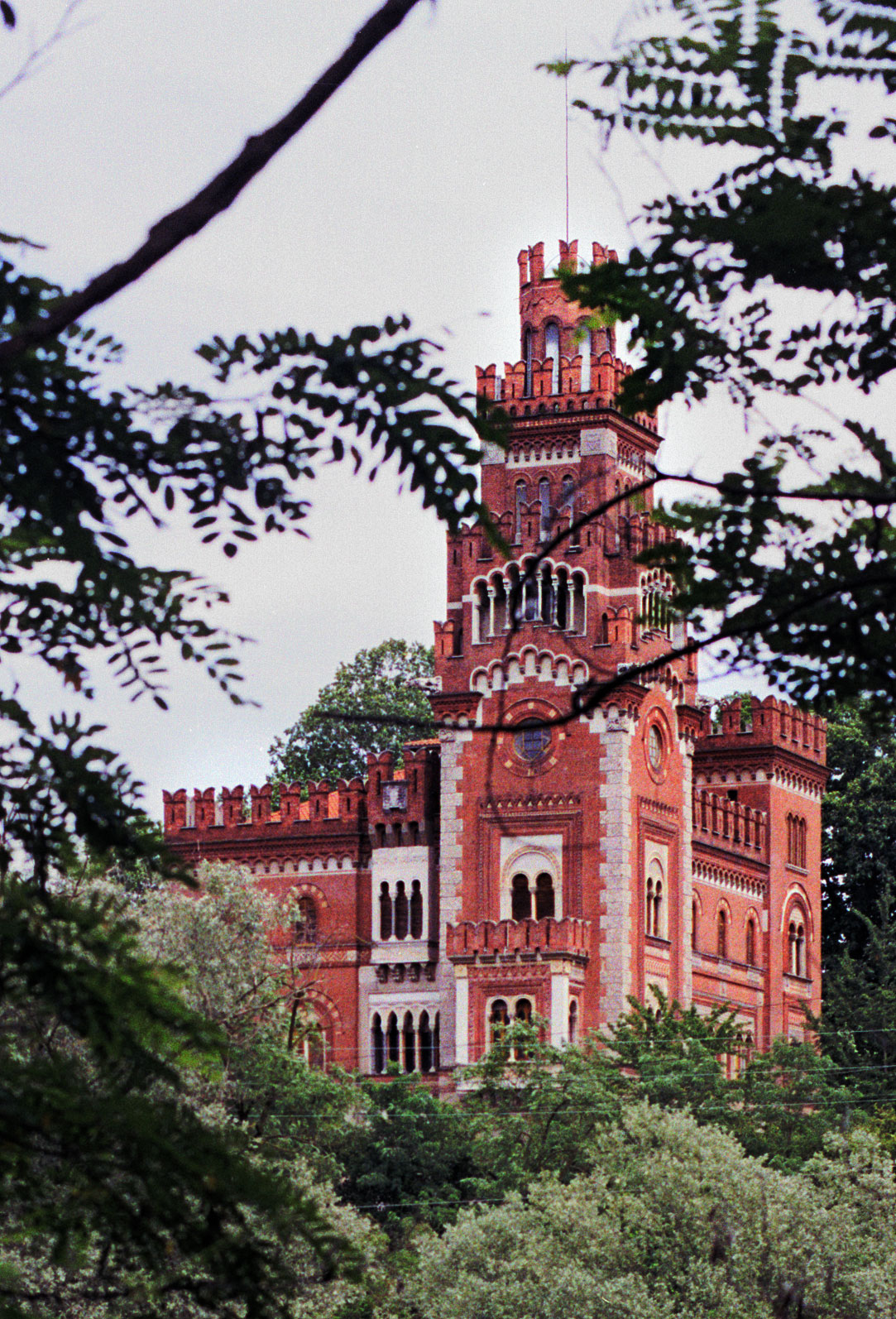
کاخ کرسپی.

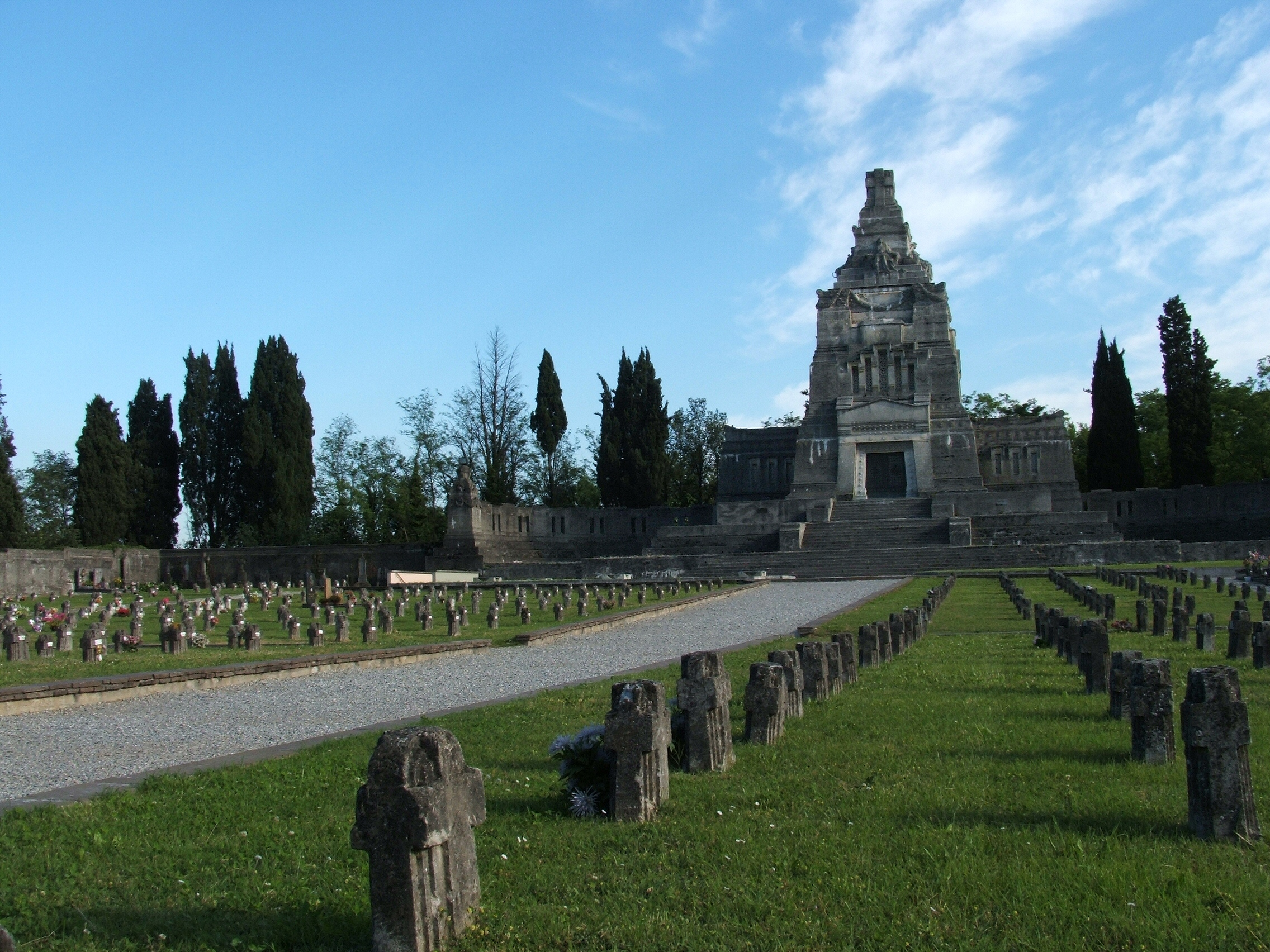
گورستان کرسپی د آدا.

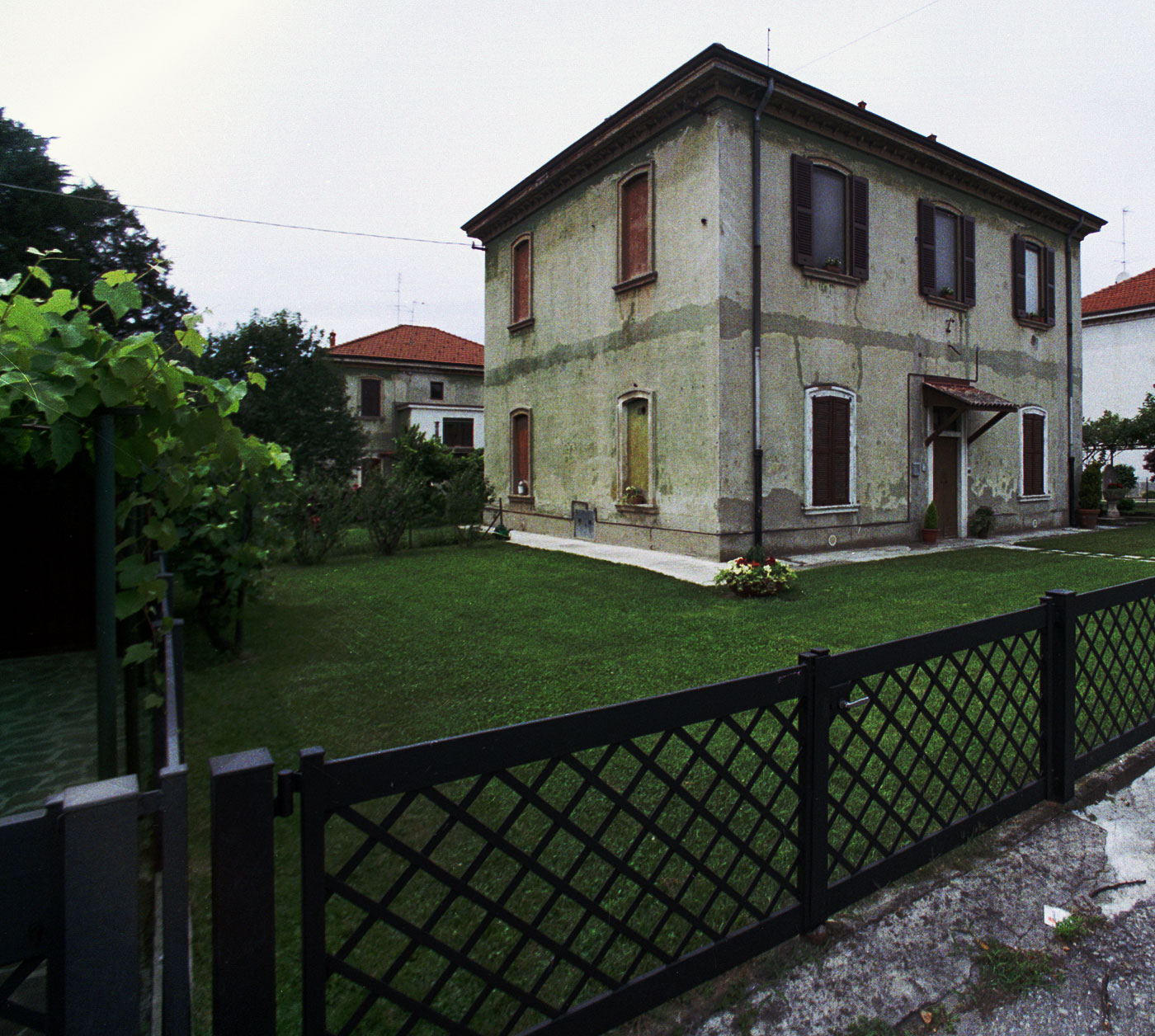
خانه و باغچهٔ یکی از کارگران کارخانه.

در ۱۸۶۹ کریستوفورو بنینیو کرسپی، که یک تولید کنندهٔ پارچه از بوستو آرسیتسیو، از استان وارزه بود؛ زمینی را در درهٔ میان رود برمبو و آدا تا جنوب کاپریات به قصد ساخت یک کارخانهٔ نخ‌ریسی در ساحل رود آدا خرید.
کریستوفورو کرسپی به روزترین فن تابیدن، بافتن و فرایند پایانی نخ‌ریسی را ارائه کرد. در سال ۱۹۰۶ کارخانهٔ برق آبی ترزو بر روی رود آدا تنها چند کیلومتر بالاتر برای صنایع تولیدی کریستوفورو کرسپی ساخته شد.. منطقهٔ مسکونی که در سال ۱۸۷۸ کنار کارخانهٔ نخ‌ریسی ساخته شد، یک روستا بود که نیازهای یک زندگی اجتماعی مانند درمانگاه، مدرسه، سالن تئاتر، گورستان، حمام عمومی و کلیسا همگی در آن فراهم بود. شهرک مسکونی و کارخانه به دلیل داشتن جریان الکتریسیته از روشنایی برق بهره‌مند بود. روستای کرسپی دادا، اولین روستای ایتالیا بود که از امکانات به روز زندگی مانند روشنایی با جریان الکتریسیته، بهره‌مند شده بود. خانه‌های کارگران انگلیسی در طول جاده‌های موازی به سمت شرق کارخانه قرار دارد. یک خیابان چند شاخه نیز بخش تولید را از محل زندگی کارگران جدا کرده‌است. معماری و طراحی مهندسی تمام شهر (به جز اولین بخش نخ‌ریسی که بوسیلهٔ مهندس آنجلو کولا طراحی شد.) بوسیلهٔ مهندس معمار ارنستو پیرُوانو در طول پنجاه سال طراحی شده‌است؛ در این مدت مهندس پیترو بروناتی نیز در ساخت سازهٔ این روستا با پیرُوانو همکاری می‌کرد.
در ۱۸۸۹ سیلویو، پسر کریستوفورو، به عنوان مدیر کارخانه شروع به کار کرد. پس از مدتی کار در اولدهام او از سیاست زندگی در بلوک‌های ساختمانی خوابگاهی روی گردان شد و به سوی تک خانه‌های حیاط دار برای یک خانواده روی آورد. از نظر او این گونه خانه در مقابل زندگی صنعتی، مانند یک منطقهٔ امن بود و باعث ایجاد آرامش بیشتر در میان کارگران می‌شد. وی به اندیشهٔ خود در سال ۱۸۹۲ جامهٔ عمل پوشید، که با موفقیت بسیاری همراه شد، چون در آن مدت هیچگونه اعتصاب یا بی‌نظمی در طول پنجاه سال مدیریت کرسپی اتفاق نیفتاد.
در دورهٔ رکود بزرگ اقتصادی در سال ۱۹۲۹ و سیاست‌های نادرست و نژادپرستانهٔ مالی، خانوادهٔ کرسپی ناچار به فروش تمامی شهر به STI یا شرکت پارچهٔ ایتالیا (به انگلیسی: the Italian textile enterprise) شد، که این کار باعث شد تا در ۱۹۷۰ به Rossarl e Varzi company تغییر پیدا کند. پس از آن به Legler company تغییر یافت که آن‌ها بیشتر خانه‌های آن منظقه را فروختند. در مرحلهٔ آخر این مجموعه به دست Polli industrial group افتاد که آن‌ها تنها ۶۰۰ نفر را استخدام کردند که نسبت به ۳۲۰۰ نفری که پیش از آن در دورهٔ پرکاری کارخانه مشغول به کار بودند، رقم بسیار کمی است.
امروزه این روستا به منطقهٔ مسکونی بازمانده‌های کارگران اصلی کارخانه تبدیل شده‌است. کارخانه با وجود تمام مشکلات تنها در سال ۲۰۰۴ از تولید دست کشید؛ و زمینهٔ کاری آن همواره تولید پارچه‌های کتانی باقی‌ماند.